# Icichthys
Icichthys is een monotypisch geslacht van straalvinnige vissen uit de familie van Centrolophidae.

## Soorten
Het geslacht kent één soort, de Icichthys lockingtoni Jordan & Gilbert, 1880.

## Kenmerken
Het geslacht is gelieerd met het geslacht Icosteus. V.w.b. de uiterlijke kenmerken is het onderscheidt dat het geslacht Icichthys een geschubd lichaam heeft en het geslacht Icosteus niet.

## Soort
- Icichthys lockingtoni Jordan & Gilbert, 1880